# Sturion

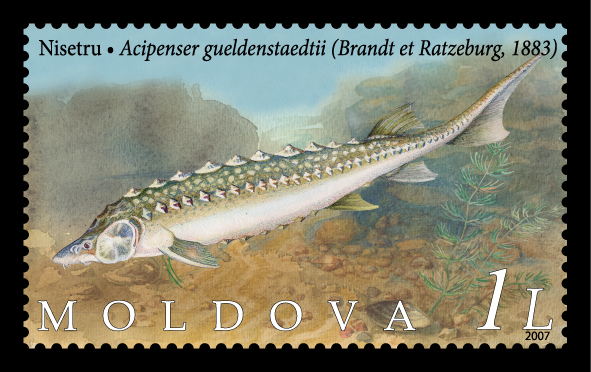
Marcă poștală emisă în Republica Moldova: sturionul Nisetru Acipenser gueldenstaedtii

Acipenseridae este numele unei familii de pești marini de talie mare, cu scheletul cartilaginos-osos, cu corpul fără solzi, acoperit cu cinci șiruri longitudinale de discuri osoase, cu rostrul alungit, prevăzut cu mustăți. Peștii din această familie sunt denumiți și sturioni. Se hrănesc cu precădere din fauna bentică : moluște, crustacei, pești bentici din familia guvizilor sau a blenidelor, icrele altor specii. 
Sunt întâlniți numai în emisfera nordică, fiind prezenți îndeosebi în Marea Neagră și Marea Caspică, mult mai rari în apele Europei occidentale (mai ales șipul), de unde migrează în fluviile aferente.
Sturionii sunt pescuiți pentru carnea, icrele negre și cleiul lor : exploatarea excesivă a stocurilor naturale i-a rărit și mai multe specii sunt acum crescute în întreprinderile de piscicultură.

## Speciile din România
În apele României trăiesc șase specii aparținând la două genuri:
1. Acipenser ruthenus, cega
2. Acipenser nudiventris, viza
3. Acipenser gueldenstaedtii, nisetrul
4. Acipenser stellatus, păstruga
5. Acipenser sturio, șipul
6. Huso huso, morunul

Cel mai mare producător mondial de sturioni a fost URSS, care a ajuns în anul 1978 să captureze peste 28.000 tone de sturioni.
În același an, în România erau capturate 94 de tone de sturioni.
Înregistrările capturilor de sturioni din România datează din 1920, an în care s-au recoltat 455 tone de sturioni.
Recordul de captură s-a înregistrat în anul 1939: 1.144 tone de sturioni.
Capturile din România au scăzut dramatic după mijlocul anilor '70, când au fost construite hidrocentralele de pe Dunăre.

## Clasificare
|                           | Subfamilie         | Genuri                   | Imagine           | Specii                            | Denumire românească         | Valori maximale | Valori maximale | Valori maximale | Fish- base | FAO    | IUCN status          |
| Lungimea                  | Subfamilie         | Genuri                   | Imagine           | Specii                            | Denumire românească         | Greutatea       | Longevitate     |                 | Fish- base | FAO    | IUCN status          |
| ------------------------- | ------------------ | ------------------------ | ----------------- | --------------------------------- | --------------------------- | --------------- | --------------- | --------------- | ---------- | ------ | -------------------- |
| A c i p e n s e r i d a e | Acipenserinae      | Acipenser                | Siberian sturgeon | Acipenser baerii                  | Nisetrul siberian           | 200 cm          | 210 kg          | 60 ani          | [ 2 ]      | [ 3 ]  | Amenințată           |
| A c i p e n s e r i d a e | Acipenserinae      | Acipenser                |                   | Acipenser brevirostrum            | Sturionul cu bot scurt      | 143 cm          | 23 kg           | 67 ani          | [ 5 ]      | [ 6 ]  | Amenințată           |
| A c i p e n s e r i d a e | Acipenserinae      | Acipenser                |                   | Acipenser dabryanus               | Sturionul lui Dabry         | 250 cm          |                 |                 | [ 8 ]      | [ 9 ]  | Situație critică     |
| A c i p e n s e r i d a e | Acipenserinae      | Acipenser                |                   | Acipenser fulvescens              | Sturionul de lac            | 274 cm          | 125 kg          | 152 ani         | [ 11 ]     | [ 12 ] | Neamenințată         |
| A c i p e n s e r i d a e | Acipenserinae      | Acipenser                |                   | Acipenser gueldenstaedtii         | Nisetrul                    | 236 cm          | 115 kg          | 46 ani          | [ 14 ]     | [ 15 ] | Situație critică     |
| A c i p e n s e r i d a e | Acipenserinae      | Acipenser                |                   | Acipenser medirostris             | Sturionul verde             | 250 cm          | 159 kg          | 60 ani          | [ 17 ]     | [ 18 ] | Potențial Amenințată |
| A c i p e n s e r i d a e | Acipenserinae      | Acipenser                |                   | Acipenser mikadoi                 | Sturionul de Sahalin        | 150 cm          |                 |                 | [ 20 ]     | [ 21 ] | Situație critică     |
| A c i p e n s e r i d a e | Acipenserinae      | Acipenser                |                   | Acipenser naccarii                | Sturionul de Adriatica      | 200 cm          | 25 kg           |                 | [ 23 ]     | [ 24 ] | Situație critică     |
| A c i p e n s e r i d a e | Acipenserinae      | Acipenser                |                   | Acipenser nudiventris             | Viza                        | 200 cm          | 80 kg           |                 | [ 26 ]     | [ 27 ] | Situație critică     |
| A c i p e n s e r i d a e | Acipenserinae      | Acipenser                |                   | Acipenser oxyrinchus              | Sturion de Atlantic         | 403 cm          |                 | 60 ani          | [ 29 ]     | [ 30 ] | Potențial Amenințată |
| A c i p e n s e r i d a e | Acipenserinae      | Acipenser                |                   | Acipenser persicus                | Sturionul persan            | 242 cm          | 70 kg           |                 | [ 32 ]     |        | Situație critică     |
| A c i p e n s e r i d a e | Acipenserinae      | Acipenser                |                   | Acipenser ruthenus                | Cega                        | 125 cm          | 16 kg           | 20 ani          | [ 34 ]     | [ 35 ] | Vulnerabilă          |
| A c i p e n s e r i d a e | Acipenserinae      | Acipenser                |                   | Acipenser schrenckii              | Sturionul de Amur           | 300 cm          | 190 kg          | 65 ani          | [ 37 ]     | [ 38 ] | Situație critică     |
| A c i p e n s e r i d a e | Acipenserinae      | Acipenser                |                   | Acipenser sinensis                | Sturionul chinezesc         | 130 cm          | 600 kg          | 13 ani          | [ 40 ]     | [ 41 ] | Situație critică     |
| A c i p e n s e r i d a e | Acipenserinae      | Acipenser                |                   | Acipenser stellatus               | Păstruga                    | 220 cm          | 80 kg           | 27 ani          | [ 43 ]     | [ 44 ] | Situație critică     |
| A c i p e n s e r i d a e | Acipenserinae      | Acipenser                |                   | Acipenser sturio                  | Șipul                       | 600 cm          | 400 kg          | 100 ani         | [ 46 ]     | [ 47 ] | Situație critică     |
| A c i p e n s e r i d a e | Acipenserinae      | Acipenser                |                   | Acipenser transmontanus           | Sturionul alb               | 610 cm          | 816 kg          | 104 ani         | [ 49 ]     | [ 50 ] | Neamenințată         |
| A c i p e n s e r i d a e | Acipenserinae      | Huso                     |                   | Huso dauricus                     | Kaluga                      | 560 cm          | 1000 kg         | 80 ani          | [ 52 ]     | [ 53 ] | Situație critică     |
| A c i p e n s e r i d a e | Acipenserinae      | Huso                     |                   | Huso huso                         | Morunul                     | 900 cm          | 3200 kg         | 118 ani         | [ 55 ]     | [ 56 ] | Situație critică     |
| A c i p e n s e r i d a e | Scaphi- rhynchinae | Scaphi- rhynchus         |                   | Scaphirhynchus albus              | Sturionul palid             | 200 cm          | 130 kg          | 41 ani          | [ 58 ]     | [ 59 ] | Amenințată           |
| A c i p e n s e r i d a e | Scaphi- rhynchinae | Scaphi- rhynchus         |                   | Scaphirhynchus platorynchus       | Sturionul cu bot plat       | 100 cm          | 7 kg            | 43 ani          | [ 61 ]     | [ 62 ] | Vulnerabilă          |
| A c i p e n s e r i d a e | Scaphi- rhynchinae | Scaphi- rhynchus         |                   | Scaphirhynchus suttkusi           | Sturionul de Alabama        |                 |                 |                 | [ 64 ]     |        | Situație critică     |
| A c i p e n s e r i d a e | Scaphi- rhynchinae | Pseudo- scaphi- rhynchus |                   | Pseudoscaphirhynchus fedtschenkoi | Sturionul de Syr-Darya      | 65 cm           |                 |                 | [ 66 ]     |        | Situație critică     |
| A c i p e n s e r i d a e | Scaphi- rhynchinae | Pseudo- scaphi- rhynchus |                   | Pseudoscaphirhynchus hermanni     | Sturionul mic de Amu-Darya  | 28 cm           | 0.5 kg          | 6 ani           | [ 68 ]     | [ 69 ] | Situație critică     |
| A c i p e n s e r i d a e | Scaphi- rhynchinae | Pseudo- scaphi- rhynchus |                   | Pseudoscaphirhynchus kaufmanni    | Sturionul mare de Amu-Darya | 75 cm           | 2 kg            |                 | [ 71 ]     | [ 72 ] | Situație critică     |

## Sturionii și omul

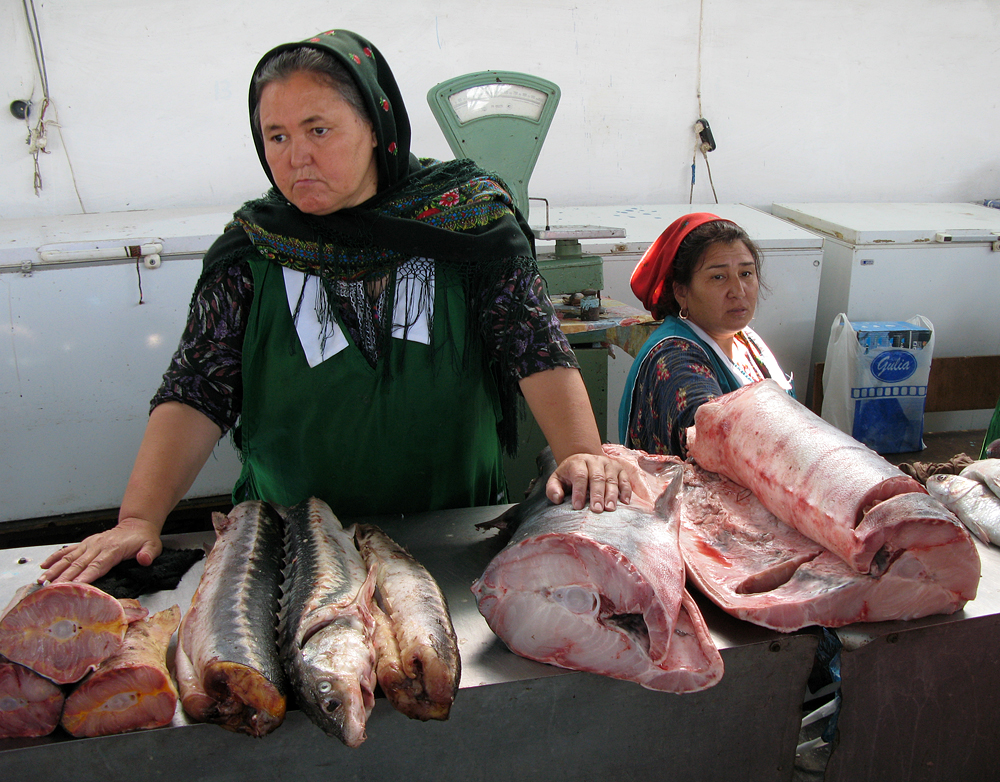
Femei vânzând sturioni într-o piață din Türkmenbașî, Turkmenistan.

### Utilizări
Sturionii trimit, din secolul al XIX-lea, la o imagine de mare lux, îndeosebi din cauza caviarului pe care îl produc. În afară de ouă, sturionii furnizează carnea apreciată care însoțește, în mod tradițional caviarul, dar și pielea de prestigiu utilizată în marochineria de lux. Această reputație a contribuit la suprapescuit și la dispariția sa în aproape totalitatea ariei sale de repartiție.
Înainte de 1800 vezicile sturionilor (îndeosebi moruni) erau utilizate ca sursă de clei de pește, o formă de colagen folosit mai demult pentru limpezirea berii, ca un predecesor al gelatinei.

### Specii amenințate
Sturionii erau altădată prezenți în toată Europa. Până în secolul al XIV-lea, ei par încă prezenți în cea mai mare parte din Franța. Astfel în secolul al XV-lea puteau fi pescuiți în plin oraș în micul râu care trece prin Valenciennes (astăzi subteran sub bolte de cărămidă):
„[...] le vingt-quattriesme d'apvril dudit an 1648, à Valentienne, at esté prins en la rivierette Descronais, à l'opposite de la ruelle Haprois, un esturgeon lequel pesoit cent trente cinq livres”

### Conservarea speciilor
Cea mai mare parte din speciile de sturioni sunt protejate, figurând în apendicele III din Convenția de la Berna, comercializarea lor fiind limitată în virtutea apendicelui II din CITES.